# 佩蒂特廣場 (加利福尼亞州)
佩蒂特普萊斯（英語：Pettit Place）是位於美國加利福尼亞州克恩縣的一個非建制地區。該地的面積和人口皆未知。

## 地理
佩蒂特普萊斯的座標為35°38′23″N 118°37′03″W / 35.63972°N 118.61750°W，而該地的平均海拔高度為1521米（即4990英尺）。